# Joseph Antoine Limperani
Joseph Antoine Limperani est un homme politique français né le 22 juillet 1798 à La Porta (département du Golo, en Corse) et mort le 2 décembre 1884 à Bastia (Corse).

## Biographie
Magistrat, conseiller à la cour d'appel de Bastia, il est un protégé de la famille Sébastiani. Il est député de la Corse de 1831 à 1837 et de 1838 à 1842, siégeant dans la majorité conservatrice soutenant la Monarchie de Juillet. Il est ensuite consul de France à Cadix.

## Sources
- « Joseph Antoine Limperani », dans Adolphe Robert et Gaston Cougny, Dictionnaire des parlementaires français, Edgar Bourloton, 1889-1891 [détail de l’édition]